# Nonn György
Nonn György (Csanálos, Szatmár vármegye, 1918. január 9. – Budapest, 2007. november 17.) jogász, legfőbb ügyész, országgyűlési képviselő, lapszerkesztő.

## Élete
1918-ban látta meg a napvilágot Csanálos falujában, a mai Románia területén (abban az időben még Magyarországhoz tartozott). Szegény paraszti családból származott, tizenegyen voltak testvérek, köztük ő volt a legfiatalabb gyermek. Apja Nonn György földműves és cipész, anyja Reszler Julianna. Nagy nyelvi tudással rendelkezett: beszélt németül, franciául, latinul, románul, oroszul és angolul. Felesége Bíró Vera a kommunista párt tagja. Négy gyermekük született: Éva, Vera, György és László.
1936-ban jogi tanulmányokat folytatott Kolozsváron, majd még a diploma megszerzése előtt belépett a romániai kommunista pártba. Majd a Magyar Dolgozók Szövetségének tagja lett. 1939-től, a romániai ifjúkommunisták erdélyi tartományi titkára. Az 1940. augusztusi második bécsi döntés után a kommunista fiatalok észak-erdélyi szervezetének titkára volt. 1940. tavaszán egy időre vizsgálati fogságba került, 1941-ben, a magyar hatóságok tömeges letartóztatási akciója elől Budapestre menekült, de végül 1942-ben letartóztatták, és nyolcévi fegyházra ítélték. 1944. december 11-én megszökött a Margit körúti  börtönből, és bekapcsolódott a budapesti ellenállási mozgalomba és csatlakozott a kőbányai partizánokhoz.
1945-ös nemzetgyűlési választásokon az MKP pótképviselője lett, (de behívásra nem került sor) majd IX. kerületi párttitkára volt. A kommunista párt egyik vezető ifjúságpolitikusként dolgozott és részt vett a Demokratikus Ifjúsági Világszövetség (DIVSZ) londoni alapító találkozóján. Decemberben a MADISZ (Magyar Demokratikus Ifjúsági Szövetség)  főtitkárává választották, 1946–48-ban a MIOT (Magyar Ifjúság Országos Tanácsa) főtitkára; később az Ifjúság című lap fő-, illetve felelős szerkesztője lett. 1946. október 1. és 1956. október 28. között tagja volt az MKP, illetve az MDP Központi Vezetőségének. 1948-tól a MINSZ elnöke. 1949-től a Függetlenségi Népfront Országos Tanácsának elnökségi tagja.
1950-től az MDP Pest Megyei Pártbizottságának titkára. 1952 és 1956 között népművelési miniszter-helyettes volt, e minőségében egy ideig tagja volt az Építészeti Tanácsnak is. 1955. december 18-án a Magyar Írók Szövetsége elnökségének valamennyi párttagja lemondott, az ő felelősségre vonását követelve. 1956. február és 1956. november 16. között a Magyar Népköztársaság legfőbb ügyészének tisztségét töltötte be. E minőségében jelentette be 1956. július 31-én az ÁVH tagjainak felelősségre vonását. Az 1956-os forradalom idején a tököli szovjet parancsnokságra menekült.
1956. november 16-án saját kérésére az Elnöki Tanács fölmentette a legfőbb ügyészi beosztásból. 1957-től a Kossuth Könyvkiadó élére nevezték ki igazgatóhelyettesként. 1958-ban Vadai György álnéven vett részt az „Ellenforradalom Magyarországon 1956” című tanulmánygyűjtemény első kötetének megírásában. Az 1970-es években a tudományos szocializmus című tantárgy keretében a nemzetiségi kérdésről tartott szemináriumot a Budapesti Műszaki Egyetemen. 1983-tól 1987-ig a Kossuth Könyvkiadó  igazgatója volt.
Fő műve: Magyar sorsfordulók, Budapest, 1983.

## Kitüntetései
- Magyar Szabadság Érdemrend Ezüst fokozat (1947)
- Kossuth-érdemrend III. osztály (1948)
- 48-as Díszérem (1948)
- Magyar Népköztársaség érdemérem IV. fokozat(1950)
- Munka Érdemrend arany fokozat (1965, 1970)
- Szocialista Hazáért érdemrend (1967)
- Felszabadulási Jubileumi Emlékérem (1970)
- Munka Vörös Zászló Érdemrendje (1978)
- Magyar Népköztársaság Rubinokkal Ékesített Zászlórendje (1987)